# Begonia wangii
Begonia wangii là một loài thực vật có hoa trong họ Thu hải đường. Loài này được T.T.Yu mô tả khoa học đầu tiên năm 1948.